# Hyalospectra
Hyalospectra is een geslacht van vlinders van de familie eenstaartjes (Drepanidae), uit de onderfamilie Drepaninae.

## Soorten
- H. altipustularia Holloway, 1998
- H. arizana Wileman, 1911
- H. diaphana Warren, 1922
- H. dierli Holloway, 1998
- H. grisea Warren, 1906
- H. hyalinata Moore, 1867
- H. labi Holloway, 1998